# An-Nassariya
An-Nassariya (àrab: النصارية, an-Naṣṣāriyya) és un vila palestina de la governació de Nablus, a Cisjordània, al nord de la vall del Jordà, 14 kilòmetres a l'est de Nablus. Segons l'Oficina Central Palestina d'Estadístiques tenia 1.354 habitants en 2007. Les instal·lacions sanitàries de les viles dels voltants tenen la base a an-Nassariya, designades com a MOH nivell 2.